# Мјадзељски рејон
Мјадзељски рејон (блр. Мядзельскі раён; рус. Мя́дельский райо́н) је административна јединица другог нивоа на крајњем северозападу Минске области у Републици Белорусији. 
Административни центар рејона је град Мјадзел.

## Географија
Мјадзељски рејон обухвата територију површине 1.964,3 km² и на 7. је месту по величини у Минској области. Простире се од запада ка истоку у дужини од 75 km, односно од севера ка југу 43 km. 
Граничи се на југу са Вилејски рејоном, док је на северу Витебска, а на западу Гродњенска област.
Највежи део рејона обухвата подручје Нарачанско-вилејске низије. Рељефом рејона доминирају језера, тако да се чак 80% језера Минске области налази управо овде. Укупна површина свих језерских површина је 16.600 ha или 7,48% рејона. Највећа језера су Нарач, Мјастра, Баторина, Свир и Бјелаје (део Нарачанске језерске формације), а веће групе су још и Мјадзељска и Балдуцка језера.
Најважнији водотоци су реке Страча, Велики Перакоп, Нарач, Вузљанка и Мјадзељка.
Око 43% територије је прекривено шумама, углавном на југозападу и северозападу.

## Историја
Рејон је основан 15. јануара 1940. године.

## Демографија
Према резултатима пописа из 2009. на подручју Мјадзељског рејона стално је било насељено 29.599 становника или у просеку 15,04 ст./км².
Основу популације чине Белоруси (93,71%), Руси (4,02%), Пољаци (1,09%) и остали (1,18%).

### Насеља
На подручју рејона постоје три градска насеља, једно са статусом града (Мјадзел, административни центар рејона) и три са статусом вароши (Нарач, Кривичи и Свир). Административно рејон је подељен на 10 сеоских општина.

## Саобраћај
Најважније саобраћајнице су железница Маладзечна—Полацк и ауто-пут Вилњус—Полацк, односно магистрални друм Минск—Нарач.